# Мандријоу (Долина Аосте)
Мандријоу је насеље у Италији у округу Долина Аосте, региону Долина Аосте.
Према процени из 2011. у насељу је живело 13 становника. Насеље се налази на надморској висини од 1826 м.